# Horst Bernhard Knöpfel
Horst Bernhard Knöpfel (* 3. März 1920 in Neumühle/Elster; † 16. August 2007 in Nürnberg) war ein deutscher Schriftsteller und Publizist. Von 1946 bis 1953 war er Geschäftsführer im elterlichen Betrieb. Nach der Flucht aus der DDR in die Bundesrepublik führte er von 1953 bis 1985 ein Lebensmittelgeschäft bei Nürnberg. Neben seiner beruflichen Tätigkeit arbeitete er als Schriftsteller. Er veröffentlichte ein Bühnenstück, mehrere Gedichtbände, einen Roman, ein Kinderbuch und publizierte in Zeitungen.
Horst Bernhard Knöpfel ist der Vater von Eckehardt Knöpfel.

## Lyrik
Der Schwerpunkt seines Schaffens lag im lyrischen Bereich. Vier Gedichtbände und viele Einzelveröffentlichungen in Zeitungen, Zeitschriften und Schulbüchern ergeben zusammen mehr als 300 Gedichte. Knöpfels Lyrik ist in den 70er und 80er Jahren stark von seinem christlichen Glauben geprägt. Sein erster Gedichtband trägt den Untertitel Geistliche Gedichte. Auch die Arbeiten in seinem zweiten Gedichtband aus dem Jahr 1986 vertiefen trotz des Bezugs zu alltäglicher Lebenspraxis theologische Fragen. Gott steht als Wert- und Normengeber, ja als Ziel alles menschlichen Tuns im Zentrum seiner Dichtung. Darüber hinaus eröffnet er den Blick auf die Natur und das eigene Ich. Im dritten Band ist die Gottesfrage nicht mehr durchgängig  präsent, sondern erschließt sich unter anderem über moralische und ethische Vorstellungen. Sein letzter Band „hammelkeule und sphärenklänge“ weist anthropologische Tiefe auf. Knöpfel zeigt die Schwachstellen menschlichen Zusammenlebens, entdeckt Stolpersteine im Gelände verkrusteter sozialer Ordnungen. Seine Lyrik verweist auf gewalttätiges Verhalten, scheinheilige Inhalte, die oftmals ins Sarkastische gehen.

## Prosa
Sein in den frühen 50er Jahren in der DDR entstandenes Bühnenstück für Kinder Das Osterlicht war bereits vom Theater der Stadt Greiz angenommen, wurde aber nach der Flucht des Autors in die Bundesrepublik abgesetzt. Es ist noch nicht vom christlichen Ostergedanken geprägt, sondern beschreibt die Suche einiger Kinder nach dem Osterlicht. Dieses Ostermärchen deutet das Osterfest als Frühlingsfest. Die Natur wird dadurch erleuchtet und erwacht zu neuem Leben.
Knöpfels Roman „Die heimlichen Bestien – oder: Eine ganz normale Ehe“ erschien ab Oktober 1992 als Fortsetzungsroman in der Nürnberger Zeitung.  Die Protagonisten erscheinen noch im Sujet einer klassisch spätbürgerlichen Ehe mit all ihren Zwängen. Sie durchleben alle Szenen einer Ehe. Knöpfels Lösungsansatz für Konflikte und Kämpfe liegt in der psychoanalytischen Schau auf das Szenarium.

## Zeitungsbeiträge
In den Jahren nach 1989 versucht Knöpfel mit Hilfe mehrerer Zeitungsbeiträge Bilanz zu ziehen über die Verlauf der deutschen Wiedervereinigung und die Folgen für die eigene Lebens- und Familiengeschichte. Er tut dies selbstaufklärerisch, indem er Biographisches in den Mittelpunkt stellt: Flucht aus der DDR, Verwurzelung in der Bundesrepublik, Rückkehr nach Thüringen.

## Lesungen
Nach dem Ende seiner beruflichen Arbeit als Kaufmann nahm Knöpfel viele Einladungen zu Lesungen an, die hauptsächlich aus dem kirchlichen Raum kamen. In Arbeitskreisen von Kirchengemeinden, Synoden und Zirkeln der Erwachsenenbildung fand er die Öffentlichkeit, die als kritische Rückmeldung für sein Werk nötig war.

## Publikationen
- Das Osterlicht. Ein Bühnenstück für Kinder. Das MS liegt beim Theater Greiz 1952
- Der unser Leben verändert. Gedichte. Hohenloher Druck- und Verlagshaus, Gerabronn 1985; 2. Auflage, 1989, ISBN 3-87354-140-8
- Unverletzt ist nur noch der Himmel. Gedichte. Hohenloher Druck- und Verlagshaus, Gerabronn 1986, ISBN 3-87354-147-5
- nichts endgültig auf diesem planeten. Gedichte. Hohenloher Druck- und Verlagshaus, Gerabronn 1988, ISBN 3-87354-169-6
- zusammen mit Otto F.F. Jung: Der Streit um die Rübe. Ein Fabelmärchen. Hohenloher Druck- und Verlagshaus, Gerabronn 1988, ISBN 3-87354-175-0
- Rückkehr zum einstigen Besitz in der DDR – Bericht eines Betroffenen. In: Nürnberger Zeitung. 7. Juli 1990, Nr. 154
- Die Mauer in den Köpfen. Zwei Jahre nach der Wiedervereinigung Deutschlands: Versuch einer Bilanz. In: Nürnberger Zeitung. 2. Oktober 1992, Nr. 229
- Die heimlichen Bestien – oder: Eine ganz normale Ehe. Roman. In: Nürnberger Zeitung. 29. Oktober 1992 bis 14. Januar 1993, Nr. 251 (1992) bis Nr. 13 (1993), veröffentlicht als Fortsetzungsroman
- Den Thüringern ein Thüringer werden. Meine Grundstücke, meine Häuser wieder in Besitz nehmen – war das wirklich so eine gute Idee gewesen? In: Nürnberger Zeitung. 3. Juli 1993, Nr. 150
- hammelkeule und sphärenklänge. Gedichte. Hohenloher Druck- und Verlagshaus, Gerabronn 1996, ISBN 3-87354-242-0